# Magistral (album)
| Recensione | Giudizio |
| ---------- | -------- |
| AllMusic   |          |

Magistral è il quinto album in studio del gruppo musicale argentino Miranda!, pubblicato il 13 settembre 2011 dall'etichetta discografica Pelo Music.

## Descrizione
L'album stato pubblicato anche in Spagna, dall'etichetta Warner. È stato anticipato dal singolo Ya lo sabía e include il brano Ritmo & Decepción, pubblicato come singolo nel 2010. Altri singoli tratti dall'album sono stati Dice lo que siente e Puro talento.

## Accoglienza
In una recensione per AllMusic, Mariano Prunes affermò che l'album "è un ritorno alle origini per un gruppo che una volta era davvero originale, ma che a causa dell'inaspettato successo internazionale si sono indirizzati inevitabilmente verso uno stile maggiormente pop latino". Aggiunge inoltre che "è un buon disco dei Miranda!, non così ispirato come il primi due album, ma anche meno irregolare e insulso come i successivi El disco de tu corazón e Miranda es imposible!, ma è comunque uno sforzo che non toglierà né aggiungerà niente alla discografia del gruppo".
Il disco ha ottenuto cinque nomination ai Premios Gardel del 2012, vincendo nella categoria "Best Pop Group Album", come già avvenuto per i precedenti dischi Sin restricciones e Miranda es imposible!. Il singolo Dice lo que siente ha inoltre vinto un "Premio Quiero" come "miglior videoclip".

## Tracce
1. Dice lo que siente – 3:21 (Alejandro Sergi, Juliana Gattas)
2. Ya lo sabía – 2:58 (Alejandro Sergi, Juliana Gattas)
3. A la distancia – 3:32 (Alejandro Sergi)
4. Ritmo & Decepción – 3:21 (Alejandro Sergi)
5. 10 años después – 3:07 (Alejandro Sergi, Juliana Gattas)
6. No pero no – 3:16 (Alejandro Sergi)
7. Cada vez que decimos adiós – 3:19 (Alejandro Sergi)
8. Una noche como hoy – 3:33 (Alejandro Sergi)
9. Tucan – 3:11 (Alejandro Sergi, Emmanuel Horvilleur) – (feat. Emmanuel Horvilleur)
10. Puro talento – 3:24 (Alejandro Sergi; Juliana Gattas)

Durata totale: 33:02

## Riconoscimenti
- 2012 - Premios Gardel come Best Pop Group Album[4]

Nomination
- 2012 - Premios Gardel come Best Cover Design
- 2012 - Premios Gardel come Best Recording Engineering
- 2012 - Premios Gardel come Best Production
- 2012 - Premios Gardel come Album Of The Year

## Classifiche
| Paese   | Posizione raggiunta |
| ------- | ------------------- |
| Spagna  | 90                  |
| Messico | 92                  |

## Formazione
- Alejandro Sergi (Ale Sergi) - voce, sintetizzatori, chitarre, composizione
- Juliana Gattás (Juli) - voce, composizione
- Lolo Fuente (Lolo) - chitarra elettrica
- Nicolás Grimaldi(Monoto) - Basso

Altri musicisti
- Emmanuel Horvilleur - voce, sintetizzatore e chitarra (traccia 9)
- Cachorro López - basso e sintetizzatori (traccia 1)
- Sebastián Schon - chitarra, sintetizzatori e programmazione (traccia 1) organo (traccia 3)
- Gabriel Lucena - chitarra acustica (traccia 5) e tastiere (traccia 10)
- Ludo Morell - tamburello (traccia 7) e percussioni (traccia 10)
- Alex Batista - voce (traccia 1)